# Spaniacma
Spaniacma is een geslacht van vlinders van de familie sikkelmotten (Oecophoridae), uit de onderfamilie Oecophorinae.

## Soorten
- S. argyraspis (Lower, 1897)
- S. bacchias Meyrick, 1913